# Chevrolet Rezzo
Chevrolet Rezzo (изначально, до 2004 года, выпускался под брендом Daewoo как Daewoo Rezzo и Daewoo Tacuma) — пятиместный компактвэн, разработанный и выпускавшийся южнокорейской компанией GM Daewoo. Выпускался на различных рынках с 2000 по 2011 год. На рынках ЮАР и Южной Америки автомобиль известен под названием Chevrolet Vivant, в Узбекистане и на Украине — под названием Chevrolet Tacuma.

## История

### Разработка и прототипы (1997—2000)

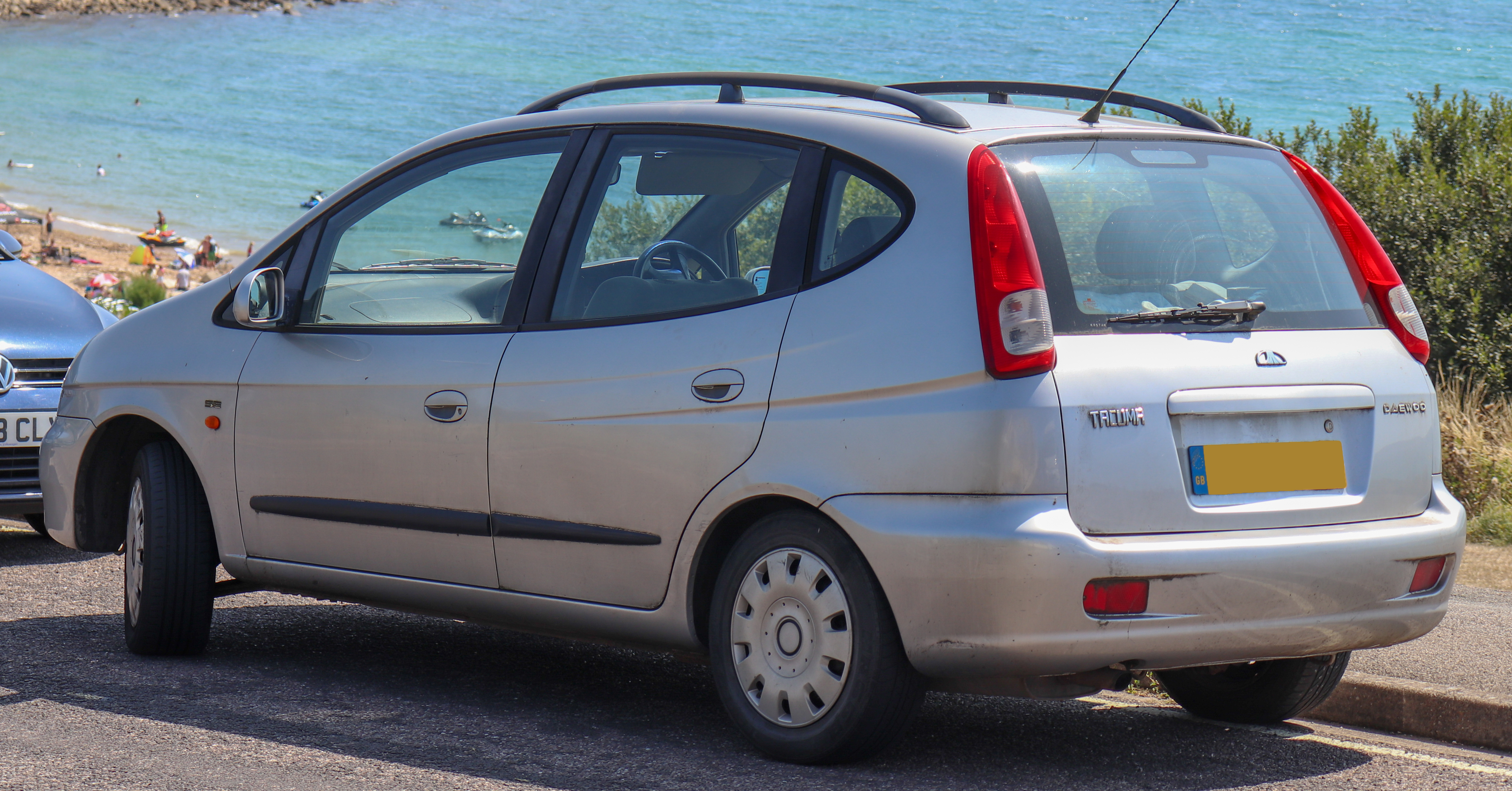
Вид сзади

История модели начинается в 1997 году, когда Daewoo на автосалоне в Сеуле представила концепт-кар Daewoo Tacuma. Однако, с итоговой моделью у данного концепта нет ничего общего, кроме названия. Из интересных моментов экстерьера можно отметить белые 15-дюймовые легкосплавные колёсные диски, скрытые дверные ручки, передние фары, доходящие до середины капота и задние фонари в форме бумеранга. Композиция интерьера также нетрадиционная: передние кресла расположены привычно, а вот задний ряд сидений вместо дивана представляет собой также два кресла, повёрнутые против движения автомобиля и соединённые с передними сиденьями спинками. Ещё дальше находятся пятое и шестое кресла, расположенные в привычном для второго ряда месте и повёрнутые в привычную сторону. Между креслами по всей длине салона проходит центральный тоннель, позволяющий перемещаться по салону. Отделка интерьера серая, с деревянными (бежевого цвета) и фиолетовыми вставками. Фиолетовые вставки в основном располагаются на центральной консоли и на сиденьях. Дизайном концепта занимался технический центр Worthing. О технических характеристиках концепта практически ничего не известно, кроме того факта, что на автомобиль устанавливается двухлитровый шестицилиндровый двигатель. Длина первого прототипа Tacuma составляет 4200 мм, ширина — 1740 мм, высота — 1600 мм, а колесная база — 2600 мм. 
Два года спустя, в сентябре 1999 года, на Франкфуртском автосалоне были представлены еще два концептуальных автомобиля, получившие название Daewoo Tacuma Sport и Daewoo Tacuma Style. Целью их создания была проверка реакции СМИ и публики на минивэн от Daewoo (до Tacuma таковых не выпускалось). По дизайну, разработанному компанией Daewoo совместно с компанией Heuliez, они были куда больше похожи на серийный автомобиль. Концепт Tacuma Style оснащён 1,8-литровым четырёхцилиндровым двигателем мощностью 104 л.с. в сочетании с механической коробкой передач, разгон до 100 км/ч составляет 11,8 с, а средний расход топлива в городском цикле — около 11 литров. Интерьер целиком выполнен в бежево-черных тонах. На рулевом колесе почти посередине расположен большой логотип Daewoo серого цвета. Помимо прочего, автомобиль оснащен кондиционером, ABS, электрическими стеклоподъемниками, электрическими зеркалами заднего вида, а также радио на центральной консоли. Циферблаты на панели приборов окрашены в чёрный цвет. Багажник Tacuma Style имеет минимальный объём 455 литров, а при сложенных задних сиденьях он увеличивается до 1555 литров. Длина Tacuma Style составляет 4352 мм, высота — 1578 мм, а ширина — 1754 мм. Tacuma Sport имеет идентичные размеры, а под капотом у него установлен бензиновый двухлитровый четырёхцилиндровый двигатель DOHC мощностью 129 л.с. Согласно официальным данным, Tacuma Sport может разгоняться до 175 км/ч, что на 10 км/ч больше, чем у Tacuma Style, разгон до 100 км/ч составляет 10,6 секунды.

### Серийная модель (2000)
Производство серийной модели под названием Daewoo Tacuma стартовало в июле 1999 года. В январе 2000 года автомобиль поступил в продажу в Южной Корее. В феврале автомобиль был показан на Женевском автосалоне, а год спустя стартовали продажи в Европе. Модель для Европы собиралась с 2002 по 2008 год в Румынии. Была также представлена модификация на водородном топливе, но в продажу она не поступила.
В 2003 году начались продажи в ЮАР, где модель получила название Chevrolet Vivant.
В 2004 году стартовали продажи в Европе обновлённой модели, но уже под названием Chevrolet Rezzo. 
В Узбекистане Chevrolet Tacuma собирался на заводе GM Uzbekistan в период с октября 2007 года по 2008 год.
В 2008 году производство модели было прекращено. Преемником Rezzo стал Chevrolet Orlando, представленный два года спустя.
В период с января 2008 года по 2011 год автомобиль собирался во Вьетнаме на заводе Vietnam Daewoo Motor Co. (GM Daewoo Vidamco) под названием Chevrolet Vivant.

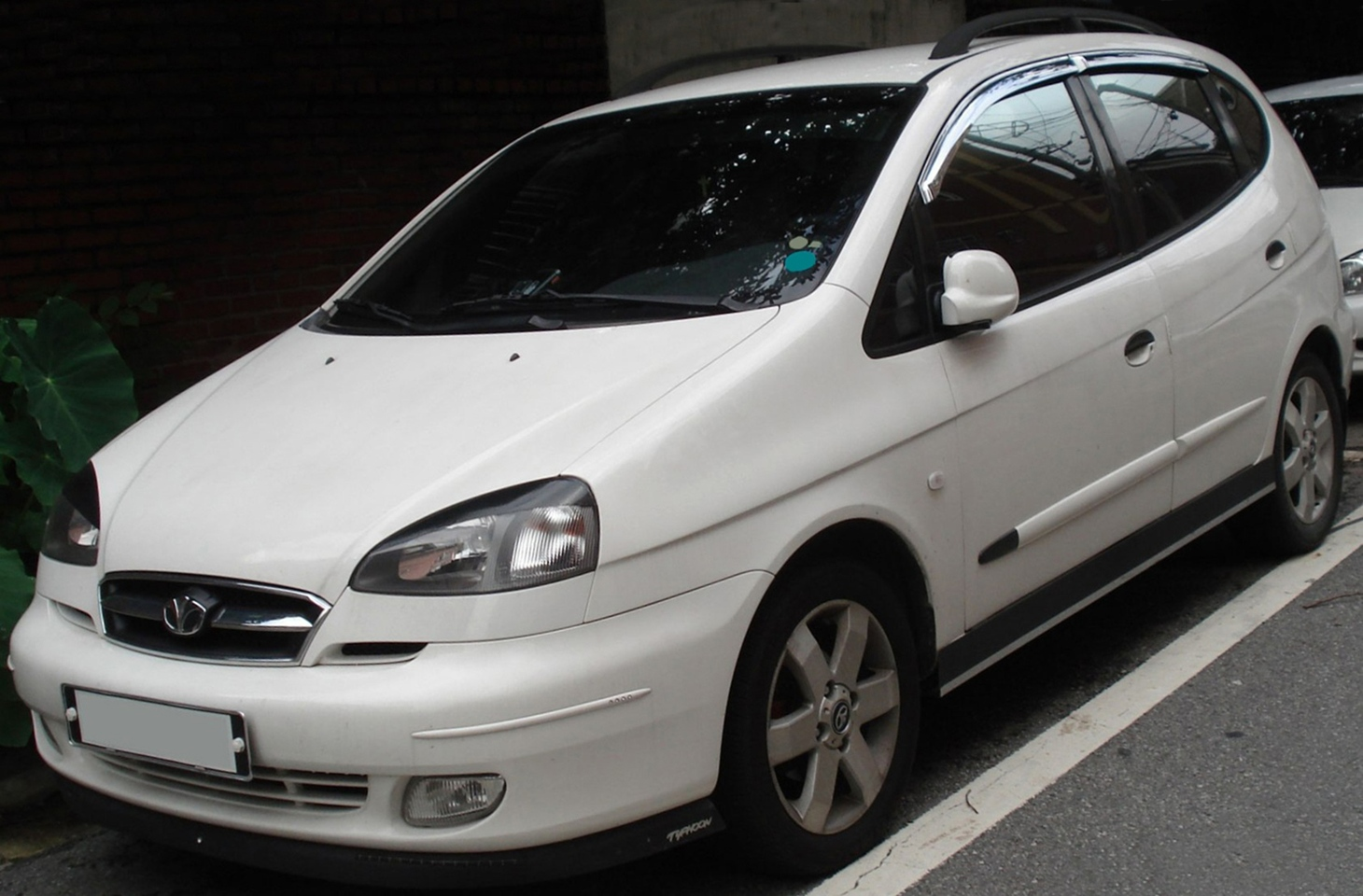
Обновлённая модель 2004 года
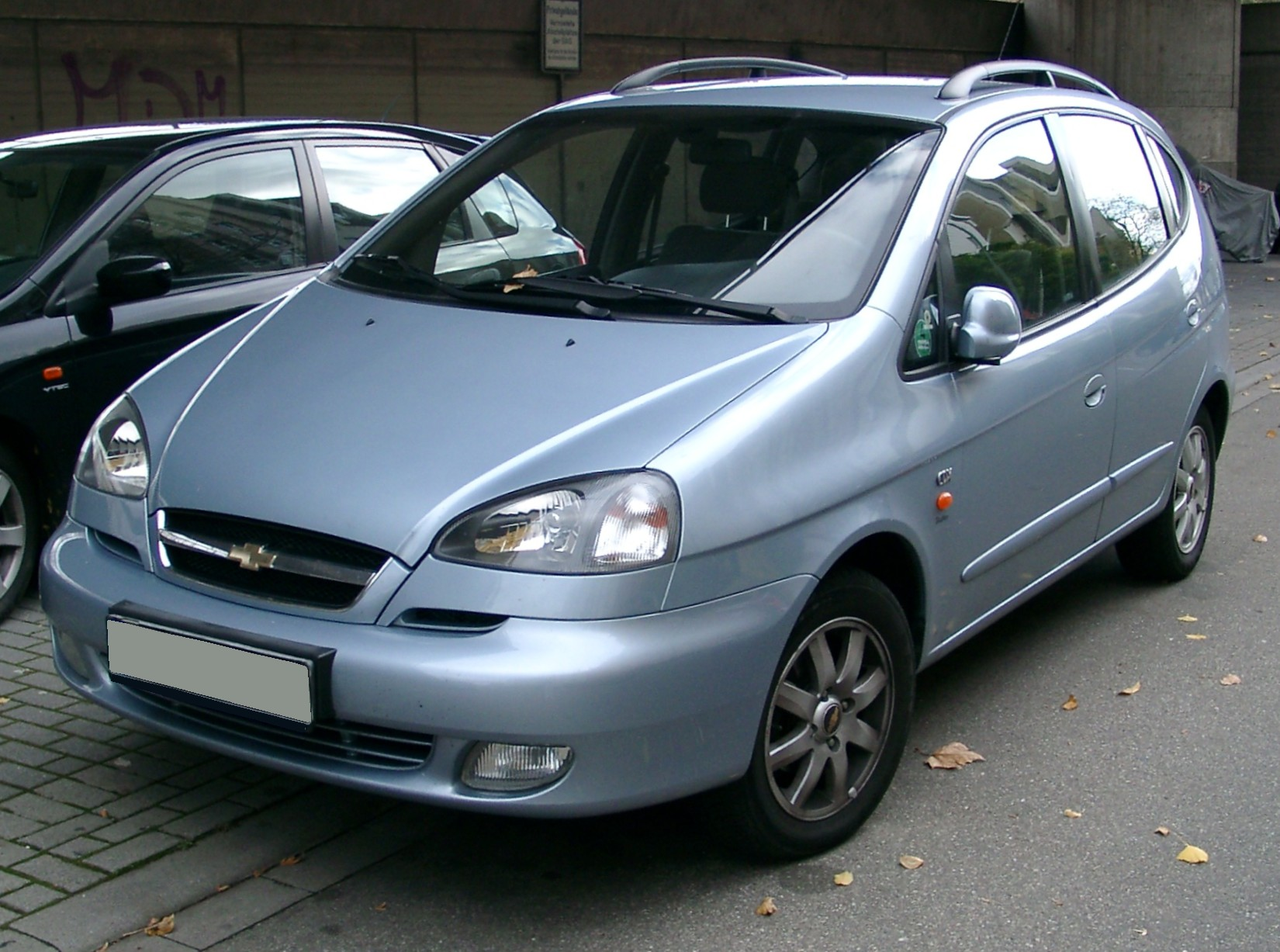
Под маркой Chevrolet

## Технические характеристики
Rezzo комплектовался бензиновыми двигателями объёмом 1,6 л. (90 л. с.) или 1.9 F9Q i4 2,0 л. (107 и 121 л. с.) и механической пятиступенчатой, либо автоматической четырёхступенчатой коробкой передач. Стандартный Rezzo был пятиместным, но в Южной Корее была также доступна семиместная модификация.